# Recilia dex
Recilia dex är en insektsart som beskrevs av Kramer 1962. Recilia dex ingår i släktet Recilia och familjen dvärgstritar. Inga underarter finns listade i Catalogue of Life.